# Waheed Alli, Nam tước Alli
Waheed Alli, Baron Alli (sinh ngày 16 tháng 11 năm 1964) là một doanh nhân truyền thông và chính trị gia. Ông là đồng tác giả của loạt phim truyền hình Survivor và đã giữ các vị trí điều hành tại một số công ty sản xuất truyền hình bao gồm Tập đoàn Endemol Shine, Carlton Broadcast Productions (nay là ITV Studios), Planet 24 và Chorion.
Ông hiện là Giám đốc điều hành của Silvergate Media, Chủ tịch của Koovs Plc và là giám đốc tại Olga Productions. Ông là thành viên của Hạ viện ở Vương quốc Anh, ngồi như một người cuộc sống ngang hàng của Công Đảng, và được mô tả là một trong số ít các chính khách Hồi giáo đồng tính công khai trên thế giới.

## Tiểu sử
Theo thuật ngữ chính trị của Anh, ông được coi là người châu Á, bởi vì cả hai cha mẹ ông đều là người Ấn-Caribbean. Mẹ của anh, một y tá, là một người Ấn-Trinidad đến từ Trinidad và Tobago, và người cha ghẻ lạnh của ông, một thợ cơ khí, là một người Ấn-Guyan từ Guyana. Mẹ ông là người theo đạo Hindu và cha là người Hồi giáo; Ông có hai anh em, cũng là người Hồi giáo. Ông được mệnh danh là một trong 20 người châu Á quan trọng nhất trong truyền thông Anh năm 2005. Đồng thời, ông duy trì mối quan hệ với cội nguồn Caribbean của mình, cả với các chính khách Anh-Guyana khác như Valerie Amos và Trevor Phillips, và với Tổng thống Bharrat Jagdeo.
Ông là một trong một nhóm người Guyan rất thành công ở Anh (Michael White của The Guardian gọi họ là "mafia Guyana"), bao gồm Raj Persaud, Herman Ouseley và David Dabydeen, Cynthia Pine, Keith Waithe và Rudolph Dunbar.
Alli lớn lên trong môi trường xung quanh khiêm tốn, theo học trường Cao đẳng kỹ thuật Stanley ở Nam Norwood và rời trường năm 16 tuổi với chín cấp độ O.